# Chromosome 3
Pour les articles homonymes, voir The Brood.
Pour plus de détails, voir Fiche technique et Distribution.
Chromosome 3 ou La Clinique de la terreur au Québec (The Brood) est un film d'horreur canadien écrit et réalisé par David Cronenberg et sorti en 1979.

## Synopsis
Un psychiatre invente une thérapie révolutionnaire qu'il applique à ses malades, grâce à une substance appelée psychoprotoplasmes. Ces derniers sont en mesure d'extérioriser leurs troubles mentaux à travers des manifestations physiques spontanées, telles des pustules ou des tumeurs qui apparaissent instantanément. Mais il n'a pas prévu les effets secondaires, particulièrement destructeurs, lorsque l'une de ses patientes en vient à donner spontanément naissance à des enfants mutants et homicides...

## Fiche technique
- Titre original complet : David Cronenberg's The Brood[1]
- Titre français : Chromosome 3
- Titre québécois : La Clinique de la terreur
- Réalisation et scénario : David Cronenberg
- Décors : Carol Spier
- Photographie : Mark Irwin
- Montage : Alan Collins
- Musique : Howard Shore
- Production : Claude Héroux, Pierre David et Victor Solnicki
- Budget : 1 400 000 de dollars canadiens
- Pays de production :  Canada
- Langue originale : anglais
- Format : couleur - 1,85:1 - 35 mm - son monophonique
- Genre : horreur
- Durée : 92 minutes
- Dates de sortie[1] :
  - États-Unis : 25 mai 1979
  - Canada : 1er juin 1979
  - France : 10 octobre 1979
- Film interdit aux moins de 16 ans en France

## Distribution
- Oliver Reed (VF : Jean-Claude Michel) : le Dr Hal Raglan
- Samantha Eggar (VF : Perette Pradier) : Nola Carveth
- Art Hindle (en) (VF : Michel Paulin) : Frank Carveth
- Henry Beckman (VF : Jean Martinelli) : Barton Kelly
- Nuala Fitzgerald (VF : Paula Dehelly) : Juliana Kelly
- Cindy Hinds (VF : Marcelle Lajeunesse) : Candice Carveth
- Susan Hogan (VF : Marie Marczack) : Ruth Mayer
- Gary McKeehan (VF : Roger Lumont) : Mike Trellan
- Michael Magee (VF : Jacques Ferrière) : l'inspecteur
- Robert Silverman (en) (VF : Pierre Hatet) : Jan Hartog
- Joseph Shaw (VF : Robert Party) : le légiste
- Larry Solway : l'avocat
- Reiner Schwartz (VF : Pierre Santini) : le Dr Birkin
- Felix Silla : une créature
- John Ferguson : une créature
- Nicholas Campbell : Chris

## Production

### Développement
Ce long métrage est la seule œuvre partiellement autobiographique sur la vie du réalisateur. En effet, David Cronenberg a vécu un divorce difficile, à cause vraisemblablement de l'aliénation de sa femme par une secte antipsychiatrique. Cette femme voulut entraîner leur fille Cassandra dans cette organisation sectaire, David Cronenberg dut se résoudre à kidnapper cette dernière pour la sauver,.

### Tournage
Le tournage a lieu de novembre à décembre 1978 en Ontario, à Toronto (notamment aux studios Magder) et Mississauga.

## Distinctions
- Festival international du film de Catalogne 1981 : prix du Jury de la Critique Internationale[5]
- Prix Génie 1980 : nominations dans les catégories meilleur acteur dans un second rôle pour Robert A. Silverman, meilleure actrice étrangère pour Samantha Eggar, meilleurs décors et direction artistique pour Carol Spier, meilleure musique et meilleur son